# Cucurbitals
Les cucurbitals (Cucurbitales) són un ordre de plantes amb flor inclòs en el grup dels magnoliòpsids.

## Característiques
La distribució d'aquest ordre es troba principalment en zones tropicals amb pocs representants en les zones subtropicals o de clima temperat 
Una de les principals característiques de les Cucurbitals és la presència de flors unisexuals (flors masculines i femenines en la carbassera per exemple). Normalment la pol·linització és a través d'insectes, però és pel vent en les famílies Coriariaceae i Datiscaceae.
L'ordre conté aproximadament 2.300 espècies en set famílies, la més gran de les quals és Begoniaceae amb 1400 espècies i Cucurbitaceae amb 825.

## Classificació
Sota el Sistema Cronquist, les quatre primeres famílies estaven en l'ordre Violales.
- Cucurbitaceae
- Begoniaceae
- Datiscaceae
- Tetramelaceae
- Corynocarpaceae
- Coriariaceae
- Anisophylleaceae